# Філокладій

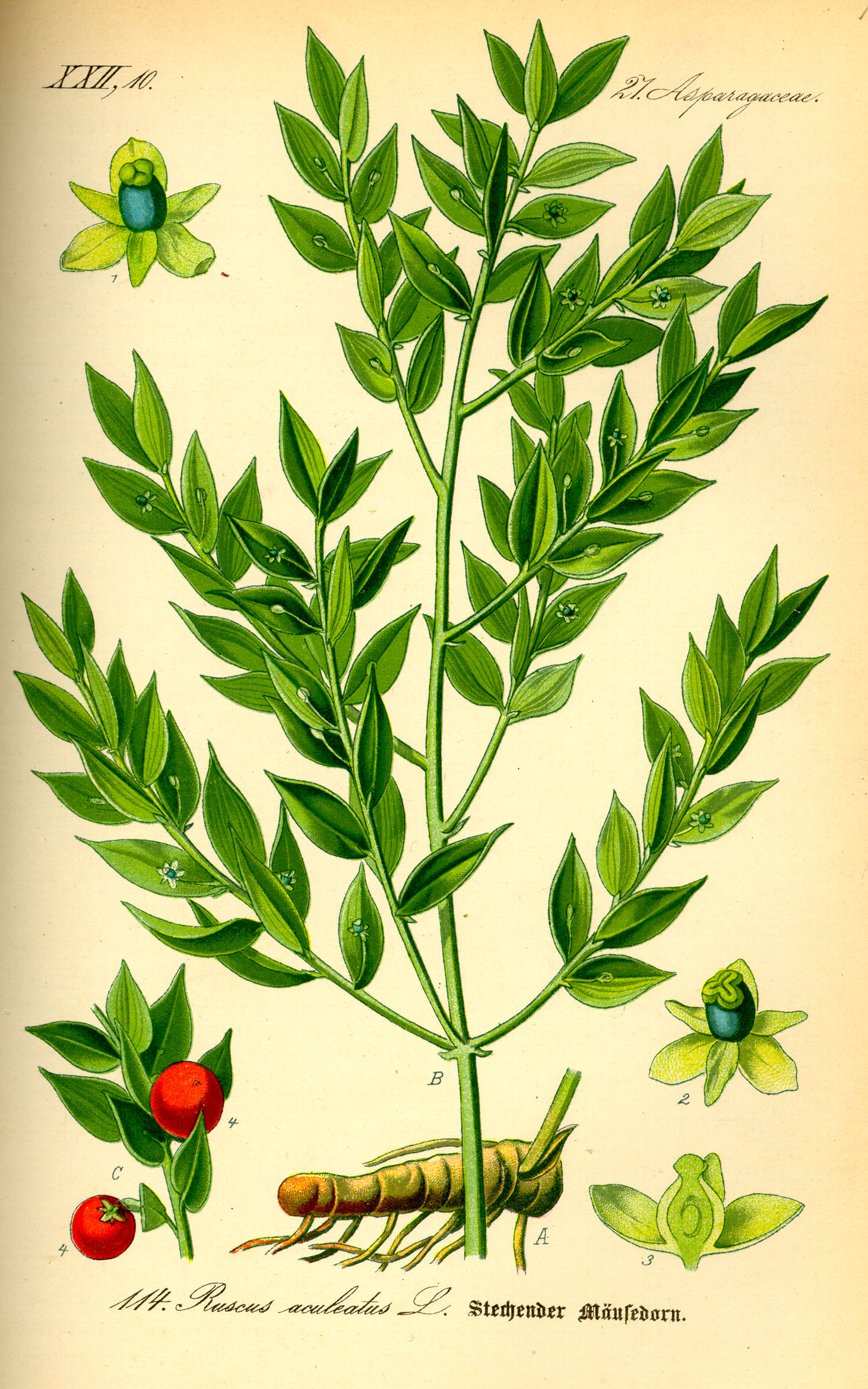
Ілюстрація Ruscus aculeatus і його листоподібні філокладії

Філокладії (від грец. Phýllon - «листок» і kládos - «гілка, пагін») — видозмінені пагони рослин, в яких стебла набувають плескату листоподібну форму і виконують функцію фотосинтезу, а листя редуковані і представлені лусочками, розташованими по краях або на поверхні філокладію. У пазухах цих лускоподібних листків розвиваються суцвіття або одиночні квіти. 
Деякі морфологи рослин відносять до філокладій тільки плоскі листкоподібні пагони, які швидко закінчують свій ріст, а довго зростаючі називають кладодієм, інші вважають ці терміни синонімами.
Філокладії зустрічаються у рослин різних родин, поширених головним чином у посушливих місцевостях. Вважають, що філокладії, як і філлодіі, служать пристосуванням до зменшення транспірації (холодок лікарський). 
Філокладії були виявлені в скам'янілостях, які датуються ще пермськом періодом. 